# Шахтёр (футбольный клуб, Караганда)
«Шахтёр» (каз. «Шахтёр» Қарағанды) — казахстанский профессиональный футбольный клуб из города Караганда. Двукратный чемпион (2011, 2012) и обладатель Кубка Казахстана (2013). Первая в истории казахстанская команда, вышедшая в групповой этап еврокубков.
Цвета клуба — оранжевый, чёрный и белый.

## История

### Образование команды мастеров
Историю своего образования клуб начинает с 1950 года, команда впервые участвует в футбольных турнирах, первым из которых является Кубок ВЦСПС для коллективов физкультуры. Первым тренером в годы становления команды был депортированный в Казахстан Попов Пётр Герасимович. В 1953 Попов уехал в Москву, работать с командой продолжил Георгий Константинович Бедрицкий. При нём «горняки» сыграли в кубке Средней Азии и Казахстана, и дошли до финала данного соревнования (уступив там ашхабадскому «Спартаку»). Далее в 1956, по приглашению Сергея Стрельцова (организатора карагандинского спортивного движения), «Шахтёр» возглавил Василий Гилев. Под руководством данного специалиста футболисты добились третьего места в розыгрыше чемпионата Казахской ССР 1957 года. В конце года председатель облспорткомитета Махти Кочкаров приложил усилия для присвоения карагандинскому клубу статуса команды мастеров и его участия в регулярных розыгрышах чемпионата СССР.

### Советский период
В 1958 году клубу официально был присвоен статус команды мастеров. На должность старшего тренера был приглашён Юрий Ходотов, а Гилева перевели в помощники. «Горняки» стартовали в дивизионе класса «Б» 17 апреля с домашней игры против челябинского «Локомотива». Встреча закончилась со счётом 0:1 в пользу челябинцев. В следующей игре в противостоянии с ФК «Девон» из города Уфа, карагандинцами был забит первый гол и заработан первый балл в турнирной таблице за ничью 1:1. Первый гол «Шахтёра» записал на свой счёт Николай Кожевников. В ещё одном следующем матче команда впервые выиграла. Победа была одержана над магнитогорским «Металлургом». Все три матча были проведены в Караганде. В первой гостевой игре, проводимой в городе Березники, со счётом 6:2 была повержена местная команда «Химик». В этой встрече 4 гола забил Вениамин Чуваков, став первым игроком «Шахтёра» забившим более трёх мячей в одной игре. 22 июня карагандинцы стартовали в кубке СССР с матча с «Трудовыми резервами» города Ташкент и стартовали с победы 2:0. Помимо внутренних соревновании, «Шахтёр» в первом же сезоне провёл первую международную встречу, которая прошла в Караганде с китайской командой из города Чанчунь. Матч закончился со счётом 1:1. Гол за карагандинцев забил Чуваков. По итогам дебютного года, карагандинцы расположились на 13-м месте в лиге.
Второй сезон команда начала под руководством, переведённого в старшие тренеры, Василия Гилева. Команда улучшила прошлогодние результаты, однако ненамного, команда заняла 11-ю строчку в таблице.
Через три года после образования команда завоёвывает первые медали, а ещё через год становятся чемпионами лиги класса «Б» под руководством Владимира Котлярова. Чемпионство позволило команде остаться в реформированном втором по значимости дивизионе страны, который стал иметь почти в 4 раза меньше участников по сравнению с прошлым годом.
В 1967 году команда повторяет успех и была в шаге от выхода в высшую лигу СССР. Но так и не заиграв в главном первенстве страны, в 1973 году выбывает во вторую лигу.
До распада СССР карагандинцы несколько раз могли вернуться в первую лигу, в том числе в 1982-83 годах, когда команда становилась чемпионом своей группы, но так и не смогли это сделать.
Всего за время существования СССР клуб становился участником 34 чемпионатов СССР. Из них 16 провёл в Первой лиге, 18 — во Второй. Принял участие в 19 розыгрышах Кубка СССР.
| 1958−1991 — участник 34 чемпионатов СССР: - Первая лига — 16 сезонов - Вторая лига − 18 сезонов В 1241 матче: 567 побед, 295 ничьих и 379 поражений. Разница мячей: 1718—1313 - 1962 — чемпион 2 зоны союзных республик класса «Б» - 1967 — чемпион 3 подгруппы 2 группы класса «А» - 1982 — чемпион 8 зоны второй лиги - 1983 — чемпион 8 зоны второй лиги Самая крупная победа: 1983 — 8:1 (СКИФ, Алма-Ата) Самые крупные поражения: 1971 — 1:6 («Крылья Советов», Куйбышев) 1976 — 1:6 («Металлург», Чимкент) | Участник 19 розыгрышей кубка СССР: - В 48 матчах: 22 победы, 4 ничьих и 22 поражения. Разница мячей: 50 — 62. - Выход в 1/8 финала кубка СССР в 1963, 1965, 1969, 1972, 1973 Самые крупные победы: - 1963 — 3:0 («Зенит», Ленинград) - 1965 — 3:0 («Авангард», Харьков) Самые крупные поражения: - 1959 — 1:5 («Звезда», Пермь) - 1969 — 1:5 («Динамо», Киев). |  |

### Постсоветский период
Первый успех в годы суверенного Казахстана пришёл в 1995 году, команда завоевала первые медали. Следующий «мини-успех» пришёл только 10 лет спустя, в 2005-м, команда заняв 4-е место по итогам чемпионата страны, впервые получила возможность представить Казахстан на международной арене в кубке Интертото. После этого, с перерывом в два года, в 2007 и 2009, «горняки» на внутреннем первенстве вновь повторяют свой лучший результат в истории на тот момент и участвуют в турнирах Лиги Европы.
В 2011 «Шахтёр» впервые в истории стал победителем в высшей по уровню лиге страны. и впервые участвует в отборе Лиге Чемпионов.
25 июня карагандинцы узнали своего соперника по второму квалификационному раунду континентального турнира. Им оказался чешский чемпион — клуб Слован из Либереца. Первый матч проходил на выезде, 17 июля, «Шахтёр» в упорной борьбе уступил сопернику, со счётом 0:1. Несмотря на результат, казахский клуб мог сравнять счёт и даже вырвать победу. Тренер Слована на послематчевой пресс-конференции сообщил журналистам, что его команде повезло в этот день. 24 июля в Караганде впервые зазвучал гимн лиги чемпионов — «горняки» принимали чехов в ответной игре. Встреча этих команд снова получилась упорной. Хозяева сразу же с первых минут начали атаковать ворота гостей, дабы быстрее отыграться, но забили лишь на 40-й минуте с пенальти. Затем голов в основное время не последовало и был назначен овертайм. Уставшие от нервной игры футболисты продолжили матч. Казалось бы серии пенальти не избежать, но на последней минуте встречи игроки «Слована» пропихнули мяч в сетку соперника и вышли на румынский ЧФР. А «Шахтёр» завершил участие в еврокубках. 21 октября 2012 года карагандинцы успешно защищают титул чемпиона, обеспечив первое место за тур до окончания сезона.
В первом матче следующего сезона клуб впервые стал обладателем суперкубка Казахстана. В еврокубке, тоже впервые, команда Виктора Кумыкова выходит в групповой раунд лиги Европы, сенсационно обыграв футбольные клубы БАТЭ и «Скендербеу». Футбольный клуб «Селтик» также был сенсационно повержен, однако только в первом матче. Ответная игра не позволила выйти казахстанской команде в основную сетку турнира лиги Чемпионов. Несмотря на это карагандинский «Шахтёр» стал первой командой из Казахстана пробившийся в групповой этап еврокубка. В групповом раунде лиги Европы клуб продолжил удивлять, ведя в счёте по ходу матча в 4 встречах из 6, но нехватка опыта отразилась на итоговых результатах. На последних отрезках времени матча «Шахтёр» упускал необходимые очки. В итоге «горняки» из группы не вышли. Завершила сезон команда завоеванием кубка страны, который тоже достался впервые, что в итоге сделало сезон 2013 успешным, несмотря на плохие результаты в чемпионате Казахстана.

### Выступление в еврокубках
| Соревнование                  | Матчей | В  | Н | П  | МЗ | МП | РМ | %П      |
| ----------------------------- | ------ | -- | - | -- | -- | -- | -- | ------- |
| Лига чемпионов УЕФА           | 8      | 4  | 1 | 3  | 10 | 8  | +2 | 50,00 % |
| Кубок УЕФА / Лига Европы УЕФА | 20     | 6  | 5 | 9  | 25 | 26 | -1 | 30,00 % |
| Лига конференций УЕФА         | 6      | 1  | 2 | 3  | 3  | 6  | -3 | 16,66 % |
| Кубок Интертото УЕФА          | 2      | 1  | 0 | 1  | 4  | 6  | -2 | 50,00 % |
| Итого                         | 36     | 12 | 8 | 16 | 42 | 44 | -2 | 33,33 % |

| Сезон   | Соревнование          | Раунд          | Страна     | Противник            | Дома           | В гостях | Общий счёт |
| ------- | --------------------- | -------------- | ---------- | -------------------- | -------------- | -------- | ---------- |
| 2006    | Кубок Интертото УЕФА  | 1R             | Беларусь   | МТЗ-РИПО             | 1:5            | 3:1      | 4:6        |
| 2008/09 | Кубок УЕФА            | 1Q             | Венгрия    | Дебрецен             | 1:1            | 0:1      | 1:2        |
| 2010/11 | Лига Европы УЕФА      | 1Q             | Польша     | Рух Хожув            | 1:2            | 0:1      | 1:3        |
| 2011/12 | Лига Европы УЕФА      | 1Q             | Словения   | Копер                | 2:1            | 1:1      | 3:2        |
| 2011/12 | Лига Европы УЕФА      | 2Q             | Ирландия   | Сент-Патрикс Атлетик | 2:1            | 0:2      | 2:3        |
| 2012/13 | Лига чемпионов УЕФА   | 2Q             | Чехия      | Слован (Либерец)     | 1:1            | 0:1      | 1:2        |
| 2013/14 | Лига чемпионов УЕФА   | 2Q             | Беларусь   | БАТЭ                 | 1:0            | 1:0      | 2:0        |
| 2013/14 | Лига чемпионов УЕФА   | 3Q             | Албания    | Скендербеу           | 3:0            | 2:3      | 5:3        |
| 2013/14 | Лига чемпионов УЕФА   | Плей-офф       | Шотландия  | Селтик               | 2:0            | 0:3      | 2:3        |
| 2013/14 | Лига Европы УЕФА      | Групповой этап | Нидерланды | АЗ                   | 1:1            | 0:1      | 4-е место  |
| 2013/14 | Лига Европы УЕФА      | Групповой этап | Греция     | ПАОК                 | 0:2            | 1:2      | 4-е место  |
| 2013/14 | Лига Европы УЕФА      | Групповой этап | Израиль    | Маккаби (Хайфа)      | 2:2            | 1:2      | 4-е место  |
| 2014/15 | Лига Европы УЕФА      | 1Q             | Армения    | Ширак                | 4:0            | 2:1      | 6:1        |
| 2014/15 | Лига Европы УЕФА      | 2Q             | Литва      | Атлантас             | 3:0            | 0:0      | 3:0        |
| 2014/15 | Лига Европы УЕФА      | 3Q             | Хорватия   | Хайдук               | 4:2            | 0:3      | 4:5        |
| 2021/22 | Лига Конференций УЕФА | 2Q             | Румыния    | ФКСБ                 | 2:1 (пен. 5:3) | 0:1      | 2:2        |
| 2021/22 | Лига Конференций УЕФА | 3Q             | Украина    | Колос                | 0:0 (пен. 3:1) | 0:0      | 0:0        |
| 2021/22 | Лига Конференций УЕФА | Плей-офф       | Израиль    | Маккаби Тель-Авив    | 1:2            | 0:2      | 1:4        |

### Казахстанское дерби
В 1958 году футбольному клубу «Шахтёр» официально присвоен статус команды мастеров. С этого момента команды «Шахтёр» и «Кайрат» пересекались в Чемпионате СССР. Первая встреча состоялась в том же 1958 году в рамках Первой лиги 25 мая в которой была зафиксирована победа алматинской команды со счётом 0:3.
Всего команды встречались в восьми матчах в четырёх сезонах (1958, 1959, 1965, 1970). Это связано с тем, что «Кайрат» был единственной командой Казахской ССР, которая выступала в Высшем дивизионе СССР по футболу (1960—1964, 1966—1969, 1971—1974, 1977—1982, 1984—1988), поэтому они с карагандинским «Шахтёром» находились в разных лигах.
Первая встреча в пост-советский период состоялась в 1992 году в рамках Чемпионата Казахстана и также закончилась победой «Кайрата» со счётом 1:3. С этого времени команды встречались каждый год в Чемпионате, за исключением сезона 2009, когда алматинская команда играла в Первом дивизионе. Клубы не встречались друг с другом в финале Кубка или Суперкубка Казахстана. Такая ситуация сложилась в связи с тем, что годы подъёма «Шахтёра» совпали с годом кризиса в «Кайрате», однако они неоднократно выбивали друг друга из розыгрыша Кубка Казахстана:
- Кубок Казахстана 1992 — «Кайрат» выбивает «Шахтёр» на уровне 1/16 финала 1-0 (д.в.);
- Кубок Казахстана 1996/1997 — «Кайрат» выбивает «Шахтёр» на уровне 1/4 финала по сумме двух матчей 4-2 (4:1, 0:1);
- Кубок Казахстана 1999/2000 — «Кайрат» выбивает «Шахтёр» на уровне 1/8 финала по сумме двух матчей 2-0 (0:0, 2:0);
- Кубок Казахстана 2000/2001 — «Шахтёр» выбивает «Кайрат» на уровне 1/4 финала по сумме двух матчей 1-1 (0:0, 1:1 г.в.);
- Кубок Казахстана 2004 — «Кайрат» выбивает «Шахтёр» на уровне 1/16 финала 2-1;
- Кубок Казахстана 2008 — «Шахтёр» выбивает «Кайрат» на уровне 1/8 финала по пенальти 1-1 (5:4 пен.);
- Кубок Казахстана 2013 — «Шахтёр» выбивает «Кайрат» на уровне 1/8 финала 2-1;
- Кубок Казахстана 2014 — «Кайрат» выбивает «Шахтёр» на уровне 1/2 финала по сумме двух матчей 4-0 (2:0, 2:0);
- Кубок Казахстана 2016 — «Кайрат» выбивает «Шахтёр» на уровне 1/8 финала 4-0.

В средствах массовой информации соперничество часто называют Казахстанское дерби. Это связано с тем, что «Кайрат» и «Шахтёр» являются старейшими профессиональными футбольными клубами Казахстана. Такой истории встреч нет ни у одной из футбольных команд.

### «Долгожители» «Шахтёра»
| #  | Имя                 | Год рождения | Период    | ЧС  | КС | КТ | ПТ | Матчи |
| -- | ------------------- | ------------ | --------- | --- | -- | -- | -- | ----- |
| 1  | Сергей Мищенко      | 1961         | 1979—1999 | 552 | 25 | 0  | 0  | 577   |
| 2  | Андрей Финонченко   | 1982         | 2001—2016 | 344 | 41 | 25 | 3  | 413   |
| 3  | Руслан Иманкулов    | 1972         | 1991—2005 | 364 | 34 | 0  | 0  | 398   |
| 4  | Валерий Лукьянчук   | 1954         | 1972—1985 | 357 | 7  | 0  | 0  | 364   |
| 5  | Серик Аширбеков     | 1949         | 1967—1978 | 344 | 11 | 0  | 0  | 355   |
| 6  | Владимир Черненко   | 1948         | 1974—1985 | 341 | 5  | 0  | 0  | 346   |
| 7  | Пётр Асылбаев       | 1954         | 1972—1985 | 325 | 9  | 0  | 0  | 334   |
| 8  | Николай Игамбердиев | 1953         | 1972—1983 | 302 | 5  | 0  | 0  | 307   |
| 9  | Серик Касембаев     | 1950         | 1969—1979 | 238 | 5  | 0  | 0  | 243   |
| 10 | Берик Рахимбеков    | 1968         | 1992—2001 | 218 | 22 | 0  | 0  | 240   |

### Лучшие бомбардиры «Шахтёра»
| #  | Имя                 | Год рождения | Период    | ЧС  | КС | КТ | ПТ | Голы |
| -- | ------------------- | ------------ | --------- | --- | -- | -- | -- | ---- |
| 1  | Николай Игамбердиев | 1953         | 1972—1983 | 172 | 2  | 0  | 0  | 174  |
| 2  | Андрей Финонченко   | 1982         | 2001—2016 | 103 | 23 | 5  | 0  | 131  |
| 3  | Руслан Иманкулов    | 1972         | 1991—2005 | 98  | 13 | 0  | 0  | 111  |
| 4  | Виктор Абгольц      | 1944         | 1962—1974 | 81  | 0  | 0  | 0  | 81   |
| 5  | Вениамин Чуваков    | 1936         | 1958—1966 | 67  | 4  | 0  | 0  | 71   |
| 6  | Александр Нестеров  | 1959         | 1985—1990 | 66  | 1  | 0  | 0  | 67   |
| 7  | Валерий Лукьянчук   | 1954         | 1972—1985 | 57  | 1  | 0  | 0  | 58   |
| 8  | Евгений Лунёв       | 1976         | 1996—2009 | 36  | 12 | 0  | 0  | 48   |
| 9  | Анатолий Новиков    | 1945         | 1971—1973 | 38  | 4  | 0  | 0  | 42   |
| 10 | Сергей Егоров       | 1973         | 1993—2003 | 38  | 1  | 0  | 0  | 39   |

### История названий
| Годы       | Название              |
| ---------- | --------------------- |
| 1958—1996  | «Шахтёр»              |
| 1997—2001  | «Шахтёр Испат-Кармет» |
| 2002—н. в. | «Шахтёр»              |

### Спонсоры
| Годы      | Титульные спонсоры |
| --------- | ------------------ |
| 1958—1996 | ?                  |
| 1997—2001 | Испат-Кармет       |
| 2002—2006 | ?                  |
| 2007      | Mittal Steel       |
| 2008—2012 | ArcelorMittal      |
| 2013      | без спонсора       |
| 2013      | Самрук-Казына      |
| 2014—2017 | без спонсора       |
| 2018      | BTL                |
| 2019      | Yokohama tyres     |

### Экипировка
| Годы       | Производители формы |
| ---------- | ------------------- |
| 1958—2002  | ?                   |
| 2003       | Adidas              |
| 2004—2005  | ?                   |
| 2006—2008  | Umbro               |
| 2009       | Jako                |
| 2010       | Adidas              |
| 2011—2012  | Umbro               |
| 2013       | Nike                |
| 2014       | Lotto               |
| 2015—2016  | Adidas              |
| 2017—2019  | Nike                |
| 2020—2022  | Adidas              |
| 2023       | Joma                |
| 2024—н. в. | Kelme               |

### Изменения формы
| 1965 · Основная · форма | 1965 · Гостевая · форма | 2008 · Основная · форма | 2008 · Гостевая · форма | 2009 · Основная · форма | 2009 · Гостевая · форма | 2010 · Основная · форма | 2010 · Гостевая · форма |

|  | 2011 · Основная · форма | 2011 · Гостевая · форма | 2012 · Основная · форма | 2012 · Гостевая · форма | 2013 · Основная · форма | 2013 · Гостевая · форма | 2013 · Основная евро · форма | 2013 · Гостевая евро · форма |

|  | 2014 · Основная · форма | 2014 · Гостевая · форма | 2014 · Резервная · форма | 2014 · Основная евро · форма | 2015 · Основная · форма | 2015 · Гостевая · форма | 2016 · Основная · форма | 2016 · Резервная · форма |

|  | 2017—2018 · Основная · форма | 2017—2018 · Гостевая · форма | 2019 · Основная · форма | 2019 · Гостевая · форма | 2020—2021 · Основная · форма | 2020 · Гостевая · форма | 2021 · Гостевая · форма | 2021 · Резервная · форма |

|  | 2021 · Основная евро · форма | 2021 · Гостевая евро · форма | 2022 · Основная · форма | 2022 · Гостевая · форма | 2023 · Основная · форма | 2023 · Гостевая · форма |

## Руководство и тренерский штаб
| Должность                       | Имя               |
| ------------------------------- | ----------------- |
| Исполнительный директор         | Талгат Дюсеков    |
| Спортивный директор клуба       | Талгат Каржаубаев |
| Главный тренер                  | Иржи Ярошик       |
| Ассистент главного тренера      | Андрей Финонченко |
| Тренер вратарей                 | Петар Алексеевич  |
| Тренер по физической подготовке | Игорь Маштаков    |

## Основной состав
| 1  | Флаг Казахстана | Вр  | Владислав Лошкарёв   | 2004 |  |  |  |  |  |
| 30 | Флаг Казахстана | Вр  | Игорь Шацкий         | 1989 |  |  |  |  |  |
|    |                 |     |                      |      |  |  |  |  |  |
| 2  | Флаг Казахстана | Защ | Рамазан Алимхан      | 2002 |  |  |  |  |  |
| 3  | Флаг Казахстана | Защ | Азамат Еркинбек      | 2002 |  |  |  |  |  |
| 4  | Флаг Казахстана | Защ | Шахсултан Зубайдилда | 2001 |  |  |  |  |  |
| 13 | Флаг Казахстана | Защ | Александр Мигунов    | 2005 |  |  |  |  |  |
| 15 | Флаг Казахстана | Защ | Богдан Савкив        | 2001 |  |  |  |  |  |
| 17 | Флаг Казахстана | Защ | Эльхан Саидов        | 2006 |  |  |  |  |  |
| 24 | Флаг Казахстана | Защ | Рустам Жанхаев       | 2006 |  |  |  |  |  |
| 26 | Флаг Казахстана | Защ | Олжас Керимжанов     | 1989 |  |  |  |  |  |
| 27 | Флаг Казахстана | Защ | Мирас Дильмурат      | 2006 |  |  |  |  |  |
|    |                 |     |                      |      |  |  |  |  |  |
| 7  | Флаг Казахстана | ПЗ  | Арман Нусип          | 1994 |  |  |  |  |  |
| 8  | Флаг Казахстана | ПЗ  | Рафаиль Оспанов      | 1997 |  |  |  |  |  |

| 11 | Флаг Казахстана | ПЗ  | Максим Галкин        | 1999 |  |  |  |  |  |
| 12 | Флаг Казахстана | ПЗ  | Уалихан Мухаметжанов | 2001 |  |  |  |  |  |
| 18 | Флаг Казахстана | ПЗ  | Ансар Алтынхан       | 2003 |  |  |  |  |  |
| 21 | Флаг Казахстана | ПЗ  | Мансур Дильмурат     | 2006 |  |  |  |  |  |
| 22 | Флаг Казахстана | ПЗ  | Роман Асылбаев       | 2006 |  |  |  |  |  |
| 23 | Флаг Казахстана | ПЗ  | Рифат Нурмугамет     | 1996 |  |  |  |  |  |
| 25 | Флаг Казахстана | ПЗ  | Максим Холод         | 2005 |  |  |  |  |  |
| 28 | Флаг Казахстана | ПЗ  | Юрий Перцух          | 1996 |  |  |  |  |  |
| 29 | Флаг Казахстана | ПЗ  | Даниял Таханов       | 2005 |  |  |  |  |  |
|    |                 |     |                      |      |  |  |  |  |  |
| 9  | Флаг Казахстана | Нап | Айдос Таттибаев      | 1990 |  |  |  |  |  |
| 10 | Флаг Казахстана | Нап | Диас Калыбаев        | 1999 |  |  |  |  |  |
| 20 | Флаг Казахстана | Нап | Максим Комиков       | 2005 |  |  |  |  |  |

## Фарм-клуб
| 32 | Флаг Казахстана | Вр  | Илья Губенко         | 2002 |  |  |  |  |  |
|    |                 |     |                      |      |  |  |  |  |  |
| 51 | Флаг Казахстана | Защ | Бакытжан Куанышбеков | 2002 |  |  |  |  |  |
| 56 | Флаг Казахстана | Защ | Никита Ковальчук     | 2004 |  |  |  |  |  |
| 64 | Флаг Казахстана | Защ | Тагир Сакенов        | 2005 |  |  |  |  |  |
| 65 | Флаг Казахстана | Защ | Дамирхан Джабаев     | 2003 |  |  |  |  |  |
| 75 | Флаг Казахстана | Защ | Игорь Охмак          | 2003 |  |  |  |  |  |
|    |                 |     |                      |      |  |  |  |  |  |
| 36 | Флаг Казахстана | ПЗ  | Данил Блохин         | 2003 |  |  |  |  |  |

| 39 | Флаг Казахстана | ПЗ  | Кирилл Лавренюк        | 2003 |  |  |  |  |  |
| 42 | Флаг Казахстана | ПЗ  | Абилхайырхан Бекасилов | 2004 |  |  |  |  |  |
| 58 | Флаг Казахстана | ПЗ  | Амангелди Туратов      | 2004 |  |  |  |  |  |
| 78 | Флаг Казахстана | ПЗ  | Тимур Балтабеков       | 2004 |  |  |  |  |  |
|    |                 |     |                        |      |  |  |  |  |  |
| 41 | Флаг Казахстана | Нап | Тимур Сагынган         | 2004 |  |  |  |  |  |
| 63 | Флаг Казахстана | Нап | Бекарыс Шарапиден      | 2005 |  |  |  |  |  |

## Последние трансферы
| Поз. | Игрок                   | Прежний клуб    |
| ---- | ----------------------- | --------------- |
| Врт  | Игорь Шацкий***         | Актобе          |
| Защ  | Азамат Еркинбек***      | Тараз           |
| Защ  | Мирас Дильмурат***      | Улытау          |
| Защ  | Михаил Габышев***       | Елимай          |
| Защ  | Олжас Керимжанов***     | Атырау          |
| Защ  | Рамазан Алимхан***      | свободный агент |
| Защ  | Рустам Жанхаев***       | Улытау          |
| Защ  | Эльхан Саидов***        | Кайрат          |
| ПЗ   | Максим Галкин**         | Экибастуз       |
| ПЗ   | Рафаиль Оспанов***      | Кызыл-Жар       |
| ПЗ   | Арман Нусип***          | Каспий          |
| ПЗ   | Рифат Нурмугамет***     | Туран           |
| ПЗ   | Уалихан Мухаметжанов*** | Арыс            |
| ПЗ   | Юрий Перцух***          | Елимай          |
| Нап  | Диас Калыбаев***        | Хан-Тенгри      |

| Поз. | Игрок                   | Новый клуб            |
| ---- | ----------------------- | --------------------- |
| Вр   | Андрей Шабанов***       | свободный агент       |
| Вр   | Данила Карпиков***      | Астана                |
| Вр   | Егор Цуприков***        | Елимай                |
| Защ  | Дмитрий Рыжук***        | свободный агент       |
| Защ  | Ескендир Кыбырай***     | Атырау                |
| Защ  | Лайонел Адамс***        | свободный агент       |
| Защ  | Милош Николич***        | Единство (Биело-Поле) |
| Защ  | Филип Стаменкович***    | свободный агент       |
| Защ  | Франциско Кампо**       | Динамо (Махачкала)    |
| ПЗ   | Абылайхан Назымханов*** | Елимай                |
| ПЗ   | Александр Васюнькин***  | свободный агент       |
| ПЗ   | Алмас Тюлюбай***        | Елимай                |
| ПЗ   | Дмитрий Лисакович***    | Минск                 |
| ПЗ   | Йован Илич***           | Раднички (Крагуевац)  |
| ПЗ   | Максим Драченко***      | свободный агент       |
| ПЗ   | Роджер Каньяс***        | свободный агент       |
| ПЗ   | Руслан Туткышев***      | свободный агент       |
| Нап  | Айбар Абдулла           | Актобе                |
| Нап  | Дмитрий Бачек***        | свободный агент       |
| Нап  | Евгений Козлов***       | Атырау                |
| Нап  | Имеда Ашортия***        | Бунёдкор              |
| Нап  | Милан Джокич***         | ФА Шяуляй             |

* В аренду

** Из аренды

*** Свободный агент

## Достижения
Чемпионат Казахстана
- Чемпион (2): 2011, 2012
- Бронзовый призёр (3): 1995, 2007, 2009

Кубок Казахстана
- Обладатель: 2013
- Финалист (3): 2009, 2010, 2021

Суперкубок Казахстана
- Обладатель: 2013
- Финалист (2): 2012, 2014

Первая лига СССР
- Чемпион: 1962
- Серебряный призёр в финальной пульке: 1967
- Серебряный призёр (3): 1961, 1966, 1969

Вторая лига СССР
- Чемпион (2): 1982, 1983
- Серебряный призёр (4): 1978, 1979, 1981, 1984
- Бронзовый призёр: 1974

Кубок Средней Азии
- Финалист: 1953

## Рекорды

#### Премьер-лига
- Самая крупная победа: 1992 — 9:2 (ЦСКА, Алма-Ата)
- Самое крупное поражение: 2005 — 1:6 («Иртыш», Павлодар)

#### Кубок Казахстана
- Самая крупная победа: 2008 — 11:0 («Горняк», Хромтау)
- Самое крупное поражение: 2022 — 1:7 («Астана», Астана)

## Экономика клуба
Как практически у всех футбольных клубов Казахстана бюджет карагандинского «Шахтёра» в основном финансируется государством, а именно областным акиматом. Но успешная экономика футбольного клуба ещё зависит от его грамотной трансферной политики и, как следствие, успешного выступления команды в кубковых турнирах.
Это хорошо видно на примере карагандинского «Шахтёра». В 2011 году команда впервые стала чемпионом страны и впервые получила право выступить в Лиге чемпионов УЕФА, что привлекло к ней большее внимание как болельщиков, так и спонсоров.
В 2012 году команда снова стала чемпионом Казахстана. Тогда впервые бюджет клуба достиг 2 миллиардов тенге — к перечисленным средствам акимата добавились 300 млн тенге спонсорской помощи от АО «Арселор Миталл Темиртау» и 176 млн тенге от ГУ СДЮШОР «Жастар», также призовые 67 млн тенге от УЕФА за участие в Лиге чемпионов осенью 2012 года. На зарплату отсюда ушло 1,1 млрд тенге (55 %).
В последние годы экономика «Шахтёра» находится в упадке, что отражается и нынешним положением клуба в таблице казахстанской премьер-лиги. На 2016 год бюджет «Шахтёра» составил 1 миллиард 160 млн тенге и львиную часть прихода (95 %) составило сокращённое субсидирование от государства.

## Стадион
Футбольный клуб «Шахтёр» проводит свои домашние матчи на стадионе «Шахтёр», вмещающем 19 000 болельщиков. Один из самых посещаемых стадионов страны. Места оборудованы индивидуальными пластиковыми сидениями. Имеются VIP-ложа, места для прессы. Восточная трибуна оснащена козырьком.
Построен в 1958 году (реконструкция в 2001). Занимает площадь в 10 га. Стадион имеет высшую категорию, лицензия выдана в 2005 г.
На стадионе базируется 12 ДЮСШ, культивируется 15 видов спорта.

## Фанаты
Болельщиков традиционно называют горняками. Также очень популярно прозвище «оранжевые», употребляемое из-за цвета формы. Это прозвище стало актуально после того, как в сезоне 2009 года «Шахтёр» впервые использовал в клубных цветах оранжевый цвет с 1990-х годов.
С советских времён болельщики часто заполняли чашу карагандинского стадиона (до реконструкции, стадион «Шахтёр» вмещал 28 тысяч зрителей), на матч «Шахтёр» — «Торпедо Москва» летом 1965 года было распродано 35 тысяч билетов. В конце XX века в Караганде появились первые официальные фан-клубы, а уже в начале XXI века и фанатские группировки. Наиболее известная фанатская группировка называется U-GROUND.
Поклонникам «Шахтёра» принадлежит самый массовый выезд в истории чемпионатов Казахстана: на финальном матче Кубка Казахстана с ФК «Атырау», в Астане 15 ноября 2009 года, побывало более 10 000 болельщиков горняков.

## Главные тренеры
| Тренер                       | Начало          | Конец         | Достижения |
| ---------------------------- | --------------- | ------------- | --- |
| Пётр Попов                   | 1950            | 1953          | — |
| Георгий Бедрицкий            | 1953            | 1955          | — |
| Василий Гилев                | 1956            | 1957          | — |
| Юрий Ходотов                 | 1958            | 1958          | — |
| Василий Гилев                | 1959            | 1959          | — |
| Николай Палыска              | 1960            | 1960          | — |
| Владимир Котляров            | 1961            | 1962          | Победитель зонального турнира Чемпионата СССР класса «Б» (1): 1962 Серебряный призёр зонального турнира Чемпионата СССР класса «Б»: 1961 |
| Виктор Пономарёв             | 1963            | 1963          | — |
| Александр Загрецкий          | 1964            | 1965          | — |
| Игорь Волчок                 | 1966            | 1966          | Серебряный призёр зонального турнира Чемпионата СССР второй группы класса «А»: 1966                                                      |
| Виктор Корольков             | 1967            | 1967          | Победитель зонального турнира Чемпионата СССР второй группы класса «А» (1): 1967                                                         |
| Владимир Котляров            | 1968            | 1969          | — |
| Виктор Корольков             | 1969            | 1970          | Серебряный призёр зонального турнира Чемпионата СССР второй группы класса «А»: 1969                                                      |
| Тимур Сегизбаев              | 1971            | 1972          | — |
| Геннадий Костюченко          | 1973            | 1973          | — |
| Владимир Болотов             | 1973            | 1975          | Бронзовый призёр зонального турнира Второй лиги СССР: 1974                                                                               |
| Вениамин Чуваков             | 1975            | 1975          | — |
| Игорь Фролов                 | 1975            | 1976          | — |
| Валентин Гроховский          | 1977            | 1977          | — |
| Арсений Найдёнов             | 1978            | 1979          | Серебряный призёр зонального турнира Второй лиги СССР: 1978, 1979                                                                        |
| Анатолий Крутиков            | 1980            | 1980          | — |
| Леонид Остроушко             | 1981            | 1981          | Серебряный призёр зонального турнира Второй лиги СССР: 1981                                                                              |
| Серик Аширбеков              | 1982            | 1-й круг 1985 | Победитель зонального турнира Второй лиги СССР (2): 1982, 1983 Серебряный призёр зонального турнира Второй лиги СССР: 1984               |
| Геннадий Костюченко (и. о.)  | 1985            | 1985          | — |
| Борис Емелин                 | 2-й круг 1985   | сентябрь 1986 | — |
| Леонид Остроушко             | сентябрь 1986   | июль 1987     | — |
| Серик Аширбеков              | июль 1987       | 1987          | — |
| Владимир Котляров            | 1988            | 1989          | — |
| Вячеслав Ледовских           | 1990            | сентябрь 1990 | — |
| Лев Бурчалкин                | сентябрь 1990   | 1991          | — |
| Станислав Каминский          | 1992            | 1992          | — |
| Серик Бердалин               | 1993            | 1996          | Бронзовый призёр чемпионата Казахстана: 1995                                                                                             |
| Пётр Асылбаев                | 1997            | июль 1998     | — |
| Бауржан Баймухамедов         | июль 1998       | 1998          | — |
| Виктор Ивашкин               | 1999            | август 1999   | — |
| Роберт Анторян               | август 1999     | 1999          | — |
| Серик Бердалин               | 2000            | июнь 2000     | — |
| Вахид Масудов                | июнь 2000       | 2000          | — |
| Самвел Костандян             | 2001            | июль 2001     | — |
| Сергей Гороховодацкий        | июль 2001       | 2003          | — |
| Алексей Беленков             | 2004            | 2004          | — |
| Есен Сыздыков (и. о.)        | 2004            | 2004          | — |
| Вахид Масудов                | 2005            | 2006          | — |
| Сергей Мищенко (и. о.)       | 2006            | 2006          | — |
| Андре Гуссет                 | 2006            | 2006          | — |
| Юха Малинен                  | 2007            | август 2007   | — |
| Реваз Дзодзуашвили           | август 2007     | май 2008      | Бронзовый призёр чемпионата Казахстана: 2007                                                                                             |
| Иван Азовский (и. о.)        | май 2008        | 2008          | — |
| Владимир Чебурин             | 2009            | 2010          | Бронзовый призёр чемпионата Казахстана: 2009 Финалист Кубка Казахстана: 2009                                                             |
| Аскар Абильдаев (и. о.)      | 2010            | 2010          | Финалист Кубка Казахстана: 2010 |
| Виктор Кумыков               | 2011            | 2014          | Чемпион Казахстана (2): 2011, 2012 Обладатель Кубка Казахстана (1): 2013 Обладатель Суперкубка Казахстана (1): 2013                      |
| Владимир Чебурин             | 11 декабря 2014 | май 2015      | — |
| Евгений Свешников (и. о.)    | май 2015        | июнь 2015     | — |
| Игорь Захаряк                | июнь 2015       | декабрь 2015  | — |
| Йозеф Вукушич                | январь 2016     | август 2016   | — |
| Алексей Ерёменко             | август 2016     | май 2017      | — |
| Андрей Финонченко (и. о.)    | май 2017        | июнь 2017     | — |
| Саулюс Ширмялис              | июнь 2017       | ноябрь 2017   | — |
| Владимир Журавель            | январь 2018     | июнь 2018     | — |
| Андрей Финонченко (и. о.)    | июль 2018       | июль 2018     | — |
| Николай Костов               | июль 2018       | ноябрь 2019   | — |
| Вячеслав Грозный             | декабрь 2019    | июнь 2020     | — |
| Константин Горовенко         | июнь 2020       | декабрь 2020  | — |
| Али Алиев                    | январь 2021     | апрель 2021   | — |
| Андрей Финонченко (и. о.)    | апрель 2021     | апрель 2021   | — |
| Магомед Адиев                | апрель 2021     | апрель 2022   | Финалист Кубка Казахстана: 2021 |
| Константин Емельянов (и. о.) | апрель 2022     | июнь 2022     | — |
| Вахид Масудов                | июнь 2022       | ноябрь 2022   | — |
| Игорь Солошенко              | январь 2023     | апрель 2024   | |
| Андрей Финонченко            | апрель 2024     | сентябрь 2024 | — |
| Константин Емельянов (и. о.) | сентябрь 2024   | ноябрь 2024   | — |
| Иржи Ярошик                  | ноябрь 2024     | н. в.         | — |

## Закреплённые номера
- 14: Андрей Финонченко, нападающий, 2000—2016.

## Фарм-клуб
В 2016 году в структуру клуба вошёл темиртауский «Шахтёр-Булат».
Имеется молодёжная команда «Шахтёр-U21» («Шахтёр-М»), с 2016 года играет во Второй лиге, в сезонах 2003—2007 играла в Первой лиге (под названием «Шахтёр-Юность»).